# Marcelo Greuel
Marcelo Greuel (* 31. Januar 1963 in Blumenau) ist ein ehemaliger brasilianischer Radrennfahrer.

## Sportliche Laufbahn
Greuel war im Bahnradsport und im Straßenradsport aktiv. Er war Teilnehmer der Olympischen Sommerspiele 1984 in Los Angeles. Im 1000-Meter-Zeitfahren kam er beim Sieg von Fredy Schmidtke auf den 12. Rang.